# Sarah Millin

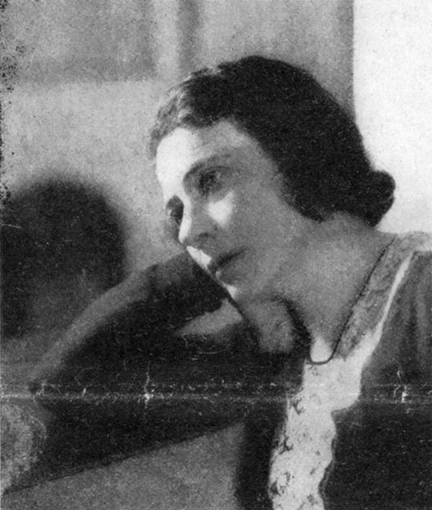
Sarah Millin przed 1931

Sarah Gertrude Millin (ur. 19 marca 1889 w Kimberley, zm. 6 lipca 1968 w Johannesburgu) – południowoafrykańska pisarka i publicystka.
Była jednym z najbardziej popularnych powieściopisarzy anglojęzycznych tworzących w RPA. W swoich powieściach poruszała głównie problematykę obyczajową i przedstawiała złożoną sytuację kolorowej społeczności RPA (God's Stepchildren, 1924; The King of the Bastards, 1950). Podczas II wojny światowej Millin napisała sześciotomowy dziennik (War Diaries, 1944−1948) opublikowany w Wielkiej Brytanii.